# Boulevard Michelet (Nantes)
Pour les articles homonymes, voir boulevard Michelet.
Le boulevard Michelet est une voie nantaise.

## Situation et accès
Situé dans le quartier Hauts-Pavés - Saint-Félix, long de 1 130 mètres, le boulevard part de la jonction des boulevards Gabriel-Lauriol et du Petit-Port au nord pour déboucher à l'extrémité septentrionale du boulevard Amiral-Courbet.

## Origine du nom

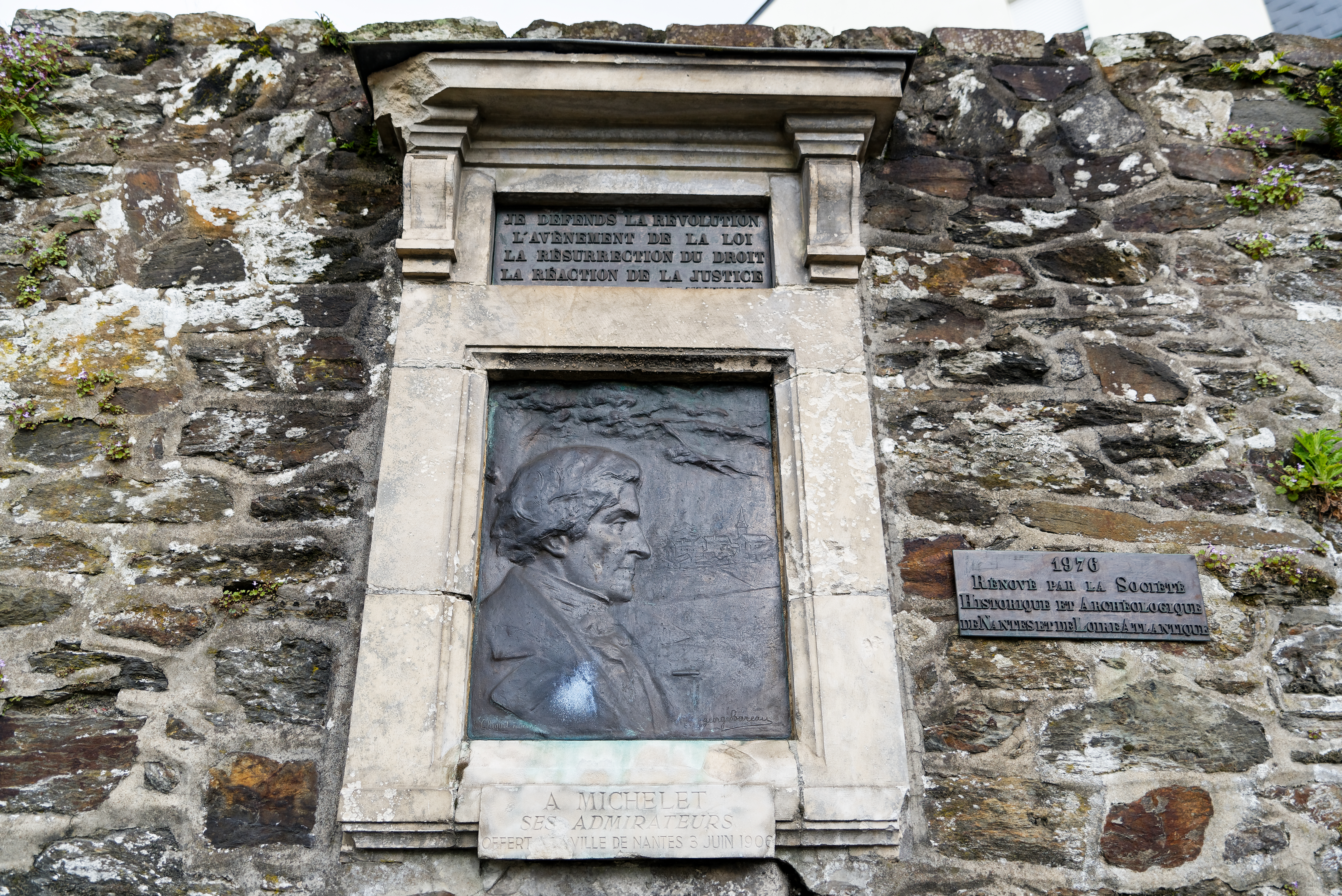
Relief en hommage à Jules Michelet, par Georges Bareau.

Il rend hommage à l'historien Jules Michelet qui vécut à Nantes de la mi-1852 à octobre 1853, à la suite du coup d'État de Napoléon III qui le fit renvoyer du Collège de France. Il passa son exil nantais dans une propriété qu'il avait louée à la Haute-Forêt, située aux abords du boulevard,.

## Historique
Cette artère fut aménagée dans les années 1870-1880, afin de desservir le nouvel hippodrome du Petit Port et les propriétés qui se trouvaient aux alentours. Son nom actuel lui a été attribué par délibération du conseil municipal le 25 août 1886. 
À l'extrémité nord, son côté est est bordé depuis 1913 par l'imposant bâtiment formant l'ancien dépôt de tramway et bus de la Morrhonnière, construit par l'architecte de la ville, Étienne Coutan.
Mitoyen du lycée Michelet, le lycée Saint-Joseph-du-Loquidy fut ouvert en 1926 par les frères des écoles chrétiennes sur le site de l'ancien « manoir du Loquidy », qui datait du XVe siècle, et qui fut rasé au début du XXe siècle.
C'est sur les terrains de deux propriétés (le Tertre et la Lombarderie), acquis par la municipalité, que viennent se construire les campus de la nouvelle université de Nantes reconstituée en 1961, et dont la première pierre est posée par le Premier ministre Michel Debré en mai de la même année, en présence du maire de Nantes Henry Orrion. Le « campus Lombarderie » qui longe le boulevard et accueille la faculté de Sciences, est aussi baptisé de nos jours : « campus Michelet ».
En face du campus, débuta deux ans plus tard la construction des bâtiments du lycée Michelet, établissement d'enseignement professionnel secondaire qui ouvrit ses portes en 1966.
Depuis 1992, l'artère est empruntée par la Ligne 2 du tramway, avec deux stations qui la desservent : Saint-Félix est située à l'extrémité sud du boulevard, tandis que Michelet-Sciences se trouve à la moitié de son tracé.
Depuis la fin des années 1980, l'ancien dépôt d'autobus abritait les camions poubelles de la « régie des déchets » de Nantes Métropole, tandis que ses anciens locaux administratifs, à l'extrémité sud de celui-ci, sont occupés par la « Maison des services universitaires » de l'université de Nantes. Il avait été décidé en janvier 2010, que les immenses hangars seraient réhabilités afin d'y accueillir les archives municipales de la ville de Nantes actuellement trop à l'étroit dans leurs locaux de la rue d'Enfer. En avril 2014, ce projet alors en sommeil est alors relancé dans le cadre de la création d'un « centre d'histoire » qui occuperait les lieux, incluant le Centre d'histoire du travail situé actuellement à la Maison des Hommes et des Techniques. Le dossier est remis au goût du jour puisqu'une étude de faisabilité a été lancée en 2019 : deux scénarios sont alors envisagés, le premier à 17 M€, le second à 27 M€. Nantes Métropole envisage ainsi une opération commune et d’envergure devant prendre place soit dans un bâtiment existant ou sur un nouveau site. Mais la solution de la Morrhonnière semble être privilégiée.

## Bâtiments remarquables et lieux de mémoire

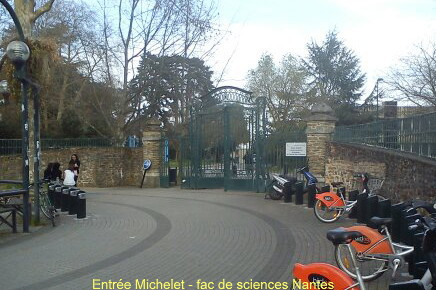
Entrée de la faculté des sciences de Nantes.
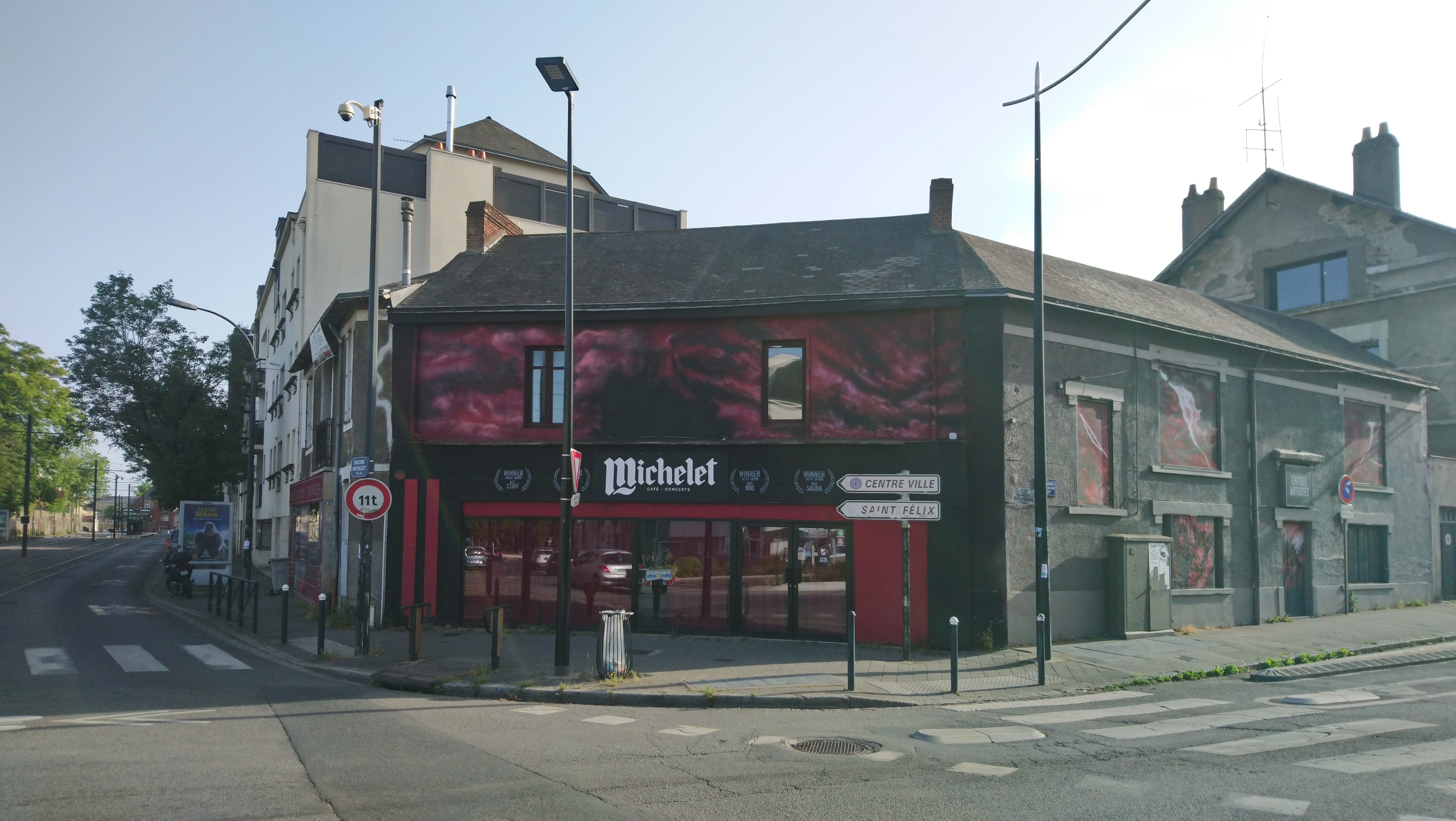
Le Michelet.